# نقولا شماس
نقولا شمَّاس (بالإنجليزية: Nicolas Chammas) خبير اقتصادي وممول ورجل أعمال لبناني أرثوذكسي، والداه هما إيلي ديمتري شماس وليليان حنون.

## حياته السابقة
ولد في بيروت عام 1963، تخرج من الجامعة الأمريكية في بيروت (AUB) ومعهد ماساتشوستس للتكنولوجيا (MIT) وكلية هارفارد للأعمال.
حصل على درجة البكالوريوس في الهندسة المدنية، وعلى درجة الماجستير في الهندسة المدنية والبيئية، وعلى درجة الماجستير في إدارة الأعمال مع التركيز على الاقتصاد الدولي.

## حياته العملية
يشغل نقولا شمَّاس منصب الأمين العام للمنظمات الاقتصادية اللبنانية ورئيس جمعية تجار بيروت، وهو عضو في مجلس أمناء معهد ماساتشوستس للتكنولوجيا وهو الرئيس السابق لجمعية خريجي معهد ماساتشوستس للتكنولوجيا، كما يشغل منصب نائب رئيس مجلس إدارة بنك سيدراس وشريك إداري لشركة إيلي شماس وشركاه.
كما شارك في بعثات استشارية اجتماعية واقتصادية إلى مختلف الوزارات والمؤسسات العامة والمنظمات الدولية مع التركيز على التوظيف والتجارة والتنمية والاستثمار والتمويل والقدرة التنافسية
بالإضافة إلى ظهوره بصورة متكررة على محطات التلفزيون اللبنانية والعربية، ومساهمات منتظمة للصحافة الوطنية.

### ترشحه للانتخابات
ترشح نقولا في الانتخابات البرلمانية اللبنانية عام 2018، وشمل برنامجه للإصلاح ما يلي:
تأسيس دولة تلتزم بالقانون وحماية حريات وحقوق مواطنيها، العمل على تقريب الأديان والطوائف المختلفة، وتحسين مستوى المعيشة لكي يُسمح لكل مواطن العيش الكريم، بالإضافة إلى إعادة إحياء القطاعات الاقتصادية المختلفة، واستعادة مكانة بيروت وحماية تراث لبنان ككل.

## المنشورات
تشمل أبحاث ومنشورات نقولا شمَّاس:
- «الاقتصاد القائم على المعرفة وأثره على المجتمع والاقتصاد اللبناني».
- «المستقبل الاجتماعي والاقتصادي للبنان في أسئلة».
- «صناعة البناء ودوره في الاقتصاد اللبناني».
- «السياق السياسي والاقتصادي في لبنان».[1]